# Джордж Данціг
Джордж Бернард Данціг (англ. George Bernard Dantzig; 8 листопада 1914 — 13 травня 2005) — математик, який розробив симплексний алгоритм (симплекс-метод) для розв'язання задач лінійного програмування і вважається «батьком лінійного програмування» (поряд з радянським математиком Л. В. Канторовичем). Йому були присуджені Національна наукова медаль США (1975), премія Джона фон Неймана (1975). Він був членом Національної Академії Наук, Національної технічної Академії та Академії Мистецтв і Наук США.

## Біографія
Джордж Бернард Данціг народився 8 листопада 1914 року у Портленді, Орегон, США, батьки дали йому середнє ім'я «Бернард», на честь письменника Джорджа Бернарда Шоу, в надії, що він також стане письменником. Його батько Тобіас Данціг, німець за походженням, був латвійським математиком та лінгвістом, який вчився у Анрі Пуанкаре у Парижі. Тобіас одружився зі студенткою Сорбоннського університету Анною Оурісон та іммігрував у США. Ще у ранніх 1920-х роках сім'я переїхала у Балтимор, а згодом у Вашингтон, де Анна Данціг стала лінгвістом у Бібліотеці Конгресу. Тимчасом Тобіас Данціг викладав математику в Університеті Мериленду в Коледж-Парку. Джордж відвідував середню школу та був у захваті від геометрії. Його батько виховував у ньому інтерес до цієї науки, часто проводячи завзяті дискусії про її проблеми.
Джордж Данціг отримав ступінь бакалавра в галузі математики та фізики в Мерилендському університеті у 1936 році, ступінь магістра в галузі математики у Мічиганському університеті в 1938 році. Після двох років праці в Бюро трудової статистики Міністерства праці США, він вступив на докторську програму в галузі математики в Університеті Каліфорнії у Берклі, де вивчав статистику під керівництвом математика Єжи Неймана. У 1939 році він запізнився на заняття і помилково подумав, що написані на дошці рівняння — це домашнє завдання. Воно виявилось важчим, ніж звичайно, але через декілька днів він зміг його розв'язати. Виявилось, що він розв'язав дві «нерозв'язувані» проблеми в статистиці, які не могли розв'язати вчені роками. Ця історія стала дуже популярною, оповилась легендами, а в 1997 році за нею зняли фільм «Розумник Вілл Хантінг».
З початком Другої світової війни, Джордж взяв відпустку від докторської програми в Університеті Каліфорнії у Берклі, щоб працювати в Установі статистичного управління ВПС США. У 1946 році він повернувся до університету Берклі, щоб виконати програми університету, та здобув ступінь доктора того ж року.
У 1952 році Данціг вступив до математичного підрозділу корпорації RAND. У 1960 він став професором в Департаменті промислового виробництва в Університеті Каліфорнії у Берклі, де він заснував і далі керував дослідницьким центром. У 1966 році він перейшов до Стенфордського університету професором дослідження операцій та комп'ютерних наук. У 1973 році він заснував Лабораторію системної оптимізації. Під час «наукової» відпустки того ж року він очолив Групу методології в Міжнародному інституті прикладного системного аналізу (МІПСА) в австрійському Лаксенбурзі. Пізніше він став професором транспортних наук Стенфордського університету і працював далі там навіть після свого офіційного виходу на пенсію у 1985 році.
Він був членом Національної академії наук, Національної академії наук машинобудування, Американської академії мистецтв і наук. Був відзначений численними нагородами, у тому числі теоретичною премією Джона фон Неймана в 1975 році, Національною медаллю науки США у 1975 році, став почесним доктором Мерилендського університету Коледж-Парку в 1976 році. У Товаристві математичного програмування на його честь створили «Приз Джорджа Данціга», який вручають кожних три роки, починаючи з 1982-го, однієї або двом особам, які зробили значний внесок у сферу математичного програмування.
Данціг помер 13 травня 2005 року в Стенфорді, Каліфорнія, вдома від діабету і серцево-судинної хвороби у віці 90 років.